# Folguerúa (Cudillero)
Folguerúa (en asturiano: Folgueirúa) es un lugar español de la parroquia de San Martín de Luiña, perteneciente al municipio de Cudillero, en la comunidad autónoma de Asturias.

## Toponimia
El nombre del lugar puede encontrarse escrito con las grafías Folguerúa, Folguerua y Folgueirúa.

## Historia
Hacia mediados del siglo XIX, el lugar, ya por entonces perteneciente a la parroquia de San Martín de Luiña del municipio de Cudillero, tenía contabilizada una población de 44 habitantes. Aparece descrito en el octavo volumen del Diccionario geográfico-estadístico-histórico de España y sus posesiones de Ultramar de Pascual Madoz con las siguientes palabras:

FOLGUERUN: braña en la prov. de Oviedo, part. jud. de Pravia, ayunt. de Cudillero y felig. de San Martin de Luiña: sit. en una loma sobre el r. Uncin, á la parte occidental del monte Pascual. El terreno es flojo y poco fértil. prod.: escanda, algun maiz y yerbas de pasto. pobl.: 10 vec., 44 alm.
(Madoz, 1847, p. 117)

En 2023, la entidad singular de población de Folguerúa tenía empadronados 2 habitantes, todos ellos en diseminado.